# فهرست توپ‌های رسمی مسابقات جام جهانی فوتبال
این فهرستی از توپ‌های رسمی برای مسابقات نهایی جام جهانی فوتبال است.
از جام جهانی ۱۹۷۰، فیفا از توپ‌های رسمی برای مسابقات جام جهانی استفاده‌می‌کند.
| جام جهانی   | توپها                               | تصویر | توضیحات | منابع                     |
| ----------- | ----------------------------------- | ----- | --- | ------------------------- |
| ۱۹۳۰ جزئیات | تینتو (نیمه نخست) تی مدل (نیمه دوم) |       | در دیدار پایانی این جام تیم آرژانتین با توپ خود (تینتو) نیمه اول را آغاز کرد و موفق شد نیمه نخست را ۲–۱ ببرد، اما اروگوئه با شروع نیمه دوم و استفاده از توپ خود (تی مدل) که سنگین هم بود، در نهایت با نتیجه ۴–۲ قهرمان شد. | [ ۴ ] [ ۵ ]               |
| ۱۹۳۴ جزئیات | فدراله ۱۰۲                          |       | برای اولین بار از تیوپ‌های جداگانه۹ استفاده شد تیوپ داخلی توسط ۶ ردیف تور محصور شده بود. | [ ۶ ]                     |
| ۱۹۳۸ جزئیات | آلن                                 |       | توپ آلن ابتدا سفید بود اما بعد از اولین مسابقه به خاطر برخورد آب و چمن به رنگ قهوه ای درمی‌آمد. | [ ۷ ]                     |
| ۱۹۵۰ جزئیات | سوپر دایله تی                       |       | در این جام به جای اینکه تیوپ باد کرده را با چرم پوشش دهند، تیوپ را داخل چرم قرار دادند و با یک سوزن توپ را باد می‌کردند. | [ ۸ ]                     |
| ۱۹۵۴ جزئیات | سوئیس قهرمان جهان                   |       | اولین توپی که بعد از جنگ جهانی در اروپا استفاده شد | [ ۵ ] [ ۹ ]               |
| ۱۹۵۸ جزئیات | تاپ استار                           |       | برای اولین بار توپ مسابقات به گونه ای طراحی شد آب کمتری جذب کند، ضمن اینکه در این دوره برای اولین بار از دو رنگ زرد و سفید در جام جهانی استفاده شد                                                                         | [ ۱۰ ] [ ۱۱ ]             |
| ۱۹۶۲ جزئیات | کرک                                 |       | چون یک شرکت مکزیکی این توپ را طراحی کرده بود اروپایی‌ها آن را قبول نکردند و فقط یک‌نیمه از بازی افتتاحیه این توپ دوام آورد                                                                                                   | [ ۴ ] [ ۵ ] [ ۱۰ ] [ ۱۲ ] |
| ۱۹۶۶ جزئیات | رقابت ۴ ستاره                       |       | توپی که برای اولین بار در مقر فیفا آزمایش شد و بعد از این جام جهانی آزمایش کردن توپ‌ها به صورت قانون درآمد. | [ ۵ ] [ ۱۳ ]              |
| ۱۹۷۰ جزئیات | تلستار                              |       | آدیداس از سال ۱۹۶۳ دست به تولید توپ زد اما از سال ۱۹۷۰ اولین توپ‌هایش را به جام جهانی عرضه کرد، توپی با ۳۲تکه سیاه و سفید.                                                                                                  | [ ۵ ] [ ۱۴ ]              |
| ۱۹۷۴ جزئیات | تلستار دورلاست                      |       | یکی از توپ‌هایی که با ۳۲ تکه ساخته شد و نام تجاری اش طلا بود. | [ ۵ ]                     |
| ۱۹۷۸ جزئیات | تانگو                               |       | این توپ از ۲۰ تکه تشکیل شده بود و از فرهنگ آرژانتینی الهام گرفته بود. | [ ۵ ]                     |
| ۱۹۸۲ جزئیات | تانگو                               |       | این توپ از سال ۱۹۷۴ تا المپیک ۱۹۸۸ مورد استفاده قرار گرفت. مهمترین خصوصیتش پوشش جدید پلاستیک و ضدآب بود. | [ ۵ ]                     |
| ۱۹۸۶ جزئیات | آزتکا                               |       | این توپ آب کمی به خودش می‌گرفت و بسیار مقاوم بود. | [ ۵ ]                     |
| ۱۹۹۰ جزئیات | اتروسکو اونیکو                      |       | طراحی این توپ از روی ایتالیای باستان بازمی‌گشت. این توپ در جام ملتهای اروپا مورد استفاده قرار گرفت. | [ ۵ ]                     |
| ۱۹۹۴ جزئیات | کوئسترا                             |       | این توپ سبک‌تر از قبل بود و شتاب و سرعت بیشتری داشت. | [ ۵ ]                     |
| ۱۹۹۸ جزئیات | تریکلور                             |       | در این دوره برای اولین بار ساخت توپ در خارج از قاره اروپا انجام شد. (مراکش) | [ ۵ ]                     |
| ۲۰۰۲ جزئیات | فیورنوا                             |       | این توپ از جنس سه لایه از جنس فوم تصفیه شده مسیر دقیق تر و قابل پیش‌بینی تری را طی می‌کرد. این توپ الهام گرفته از فرهنگ شرق بود.                                                                                             | [ ۵ ]                     |
| ۲۰۰۶ جزئیات | تیم‌گایست                            |       | برای اولین بار توپی یک تیکه را طراحی کردند که پیوندهایش به وسیله دوخت نبود. به جای ۳۲تکه از ۸تکه استفاده شد. | [ ۵ ]                     |
| ۲۰۱۰ جزئیات | جابولانی                            |       | نام این توپ از شهر ژوهانسبورگ گرفته شده بود، توپی از جنس فوم بود. | [ ۵ ] [ ۱۶ ]              |
| ۲۰۱۴ جزئیات | برازوکا                             |       | این اولین توپ توسط هواداران معرفی شده بود. این توپ از شش صفحه پلی اورتان ساخته شده‌است که به‌طور حرارتی باند شده‌اند. برای بازی آخر، از یک رنگ‌بندی متفاوت استفاده شده بود که شامل رنگ‌های سبز، طلایی و مشکی است.               | [ ۱۷ ]                    |
| ۲۰۱۸ جزئیات | تلستار ۱۸                           |       | برای ۴۸ بازی در مرحله گروهی، تیم‌ها با یک توپ طراحی شده به ادای احترام به توپ اصلی تلستار، که در جام‌های جهانی ۱۹۷۰و ۱۹۷۴ استفاده شده بود، به رقابت پرداختند.                                                                | [ ۱۹ ]                    |
| ۲۰۲۲ جزئیات | الرحله                              |       | کلمه الرحله در زبان عربی به معنای «سفر» است. این توپ با اولویت مقاومت بسیار بالا طراحی شده‌است و آن را به نخستین توپ رسمی مسابقات تبدیل می‌کند که با چسب‌ها و جوهرهای مبتنی بر آب ساخته شده‌است.                               | [ ۲۰ ]                    |